# Sensitivierung
Sensitivierung (englisch sensitization) bezeichnet die Zunahme der Stärke einer Reaktion bei wiederholter Darbietung desselben Reizes. Die Sensitivierung wurde in einer Reihe von Laboruntersuchungen belegt. Beispielsweise zeigen Katzen bei wiederholter, schneller Darbietung eines kurzen elektrischen Schocks an einem ihrer Gliedmaßen eine zunehmend stärkere motorische Reaktion.
Der gegenteilige Prozess einer Abnahme der Reaktionsstärke ist die Habituation.

## Evolutionsbiologischer Hintergrund
Erweist sich ein wiederholter Reiz als bedeutsam, so ist es von Vorteil, besonders schnell oder mit erhöhter Aufmerksamkeit auf ihn zu reagieren. Beispiele sind die Stimme des eigenen Nachwuchses oder verräterische Laute feindlicher Lebewesen. Schmerz wird verstärkt, damit die zugrunde liegende Ursache möglichst schnell beachtet und vermieden wird. Es handelt sich bei der Sensitivierung also um Lernprozesse, die in erster Linie der Alarmierung bei Gefahren oder auch besonderen Chancen dienen. Dieser Vorgang ist allerdings insofern störanfällig, als die alarmierende Verstärkung über ihr Ziel hinausschießen und außer Kontrolle geraten kann.

## Mechanismen
Die neuronalen und biochemischen Mechanismen der Sensitivierung sind vielfältig. Hierbei bestehen Unterschiede sowohl zwischen den Orten der Sensitivierung (z. B. Schmerzrezeptor, Belohnungszentrum usw.) als auch innerhalb eines solchen Ortes.

### Schmerzverstärkung
Bei der Sensitivierung von Schmerzempfindungen gibt es Mechanismen (1) einer gesteigerten Erregbarkeit der Membran der Schmerzrezeptorzelle, (2) einer gesteigerten nervlichen (synaptischen) Übertragung von anderen Zellen auf diese Zelle, und (3) eines verminderten hemmenden (inhibitorischen) Einflusses auf diese Zelle. All diese Mechanismen werden ausgelöst durch (erhöhte) vorherige Erregung (Lerneffekte), Entzündungen oder Verletzungen und sind somit Ausdruck der Anpassungsfähigkeit von Nervensystemen (neuronale Plastizität).

### Sucht und Rückfallrisiko
Suchtverhalten jeder Art hat als biologische Grundlage die Sensitivierung des Belohnungssystems im Gehirn, des mesolimbischen Systems. Dabei können wenige Reize – durch Drogen, Glücksspiel etc. – dieses System für lange Zeit überempfindlich machen und suchtartiges Verlangen auslösen. Von erheblicher Bedeutung ist, dass diese Sensitivierung nur das Verlangen betrifft. Das angestrebte Gefühl (Euphorie) wird im Gegensatz zum Verlangen nicht verstärkt, sondern schwächt sich ab (Toleranzentwicklung). Die Sensitivierung hält in der Regel auch noch lange nach einem Entzug an und verursacht deshalb ein erhöhtes Risiko für einen Rückfall.

## Kreuzsensitivierung
Der Begriff Kreuzsensitivierung umfasst die gegenseitige Sensitivierung benachbarter Nervensysteme oder Organe, z. B. im unteren Beckenbereich, sowie die Sensitivierung eines Nervensystems auch für andere – nah oder entfernt verwandte – Reize. Zu letzterer zählt beispielsweise die Sensitivierung des Belohnungssystems im Gehirn durch legale Drogen – wie Nikotin und Alkohol – auch für illegale Drogen, für verschiedene illegale Drogen untereinander, und für Drogen durch Esssucht einschließlich Zuckersucht.

## Medizinische Bedeutung
Sensitivierung ist ein wichtiger beitragender Faktor bei einer großen Anzahl von gesundheitlichen Störungen und Krankheiten. In der Regel handelt es sich dabei um eine Verstärkung einer Störung, wobei allerdings das Ausmaß der Verstärkung schwer oder überhaupt nicht abzuschätzen ist. Es scheint in manchen Fällen möglich zu sein, dass erst die Verstärkung der Störung diese für die Betroffenen zu einer Belastung macht. Beispiele sind Phantomgeräusche (Tinnitus), überlautes Hören (Hyperakusis), überaktive Blase, Schmerzsyndrom Fibromyalgie, und chronisches Erschöpfungssyndrom.